# Istituto Nazionale di Statistica
El Istituto Nazionale di Statistica (Instituto Nacional de Estadística ISTAT) es el órgano estadístico del gobierno italiano. Fue fundado en 1926, durante el gobierno de Mussolini, para recoger de forma organizada algunos datos esenciales de la vida económica y demográfica del país.
Sus actividades comprenden el censo de población, de las actividades productivas y de los servicios y de estudios estadísticos por muestreo de familias (consumo, trabajo, aspectos de la vida cotidiana, salud, seguridad, ocio, uso del tiempo, etc.).